# Elena Gianini Belotti
Pour les articles homonymes, voir Belotti.
Œuvres principales
- Du côté des petites filles
- Courrier au cœur

Elena Gianini Belotti, née le 2 décembre 1929 à Rome (Latium) et morte dans la même ville le 24 décembre 2022, est une écrivaine, enseignante, pédagogue et militante féministe italienne. 

## Biographie
Elena Gianini Belotti naît à Rome dans l'état du Latium, le 2 décembre 1929. Originaire de Bergame, elle a longtemps travaillé dans le domaine de la puériculture. Elle fut appelée à diriger le Centro Nascita Montessori dès sa création en 1960 jusque dans les années 1980. Elle publia le best-seller féministe Du côté des petites filles, consacré au conditionnement précoce des femmes, paru en 1973 aux éditions Feltrinelli et traduit en France aux Éditions des femmes à Paris en 1974. 
En 1980, elle publie l'essai Les femmes et les enfants d'abord ! aux éditions Biblioteca Universale Rizzoli, toujours sur le thème du conditionnement social du genre.
Dans l'ouvrage Pimpì oselì, paru en 1995, elle décrit magistralement le quotidien des enfants dans les vallées de Bergame et dans les villages romains pendant la période fasciste, vue à travers les yeux d'un enfant, mettant l'accent sur la dureté de la pauvreté et la séparation des genres.
En 2003, elle sort une Avant le repos, une biographie romancée qui retrace la tragique histoire d'Italia Donati (it),.
L'écrivaine a poursuivi sa carrière dans les essais non-fictifs au fil des ans, se consacrant également aux romans et à l'écriture destiné aux pour enfants. Avec son roman Il fiore dell’ibisco, elle remporte le prix Napoli en 1985 et le prix Grinzane Cavour en 2004 pour Avant le repos.

### Sources et bibliographie
: document utilisé comme source pour la rédaction de cet article.
- Notices d'autorité :   - VIAF
  - ISNI
  - BnF (données)
  - IdRef
  - LCCN
  - GND
  - Italie
  - CiNii
  - Espagne
  - Pays-Bas
  - Israël
  - NUKAT
  - Suède
  - Norvège
  - Tchéquie
  - WorldCat

#### Essais en langue étrangère
- (it) Elena Gianini Belotti, Dalla parte delle bambine, Feltrinelli, 1973, 208 p. (ISBN 978-8807882609)

- (it) Elena Gianini Belotti, Che razza di ragazza, Savelli, 1979, 208 p. (ISBN 978-8807813337)

- (it) Elena Gianini Belotti et Philippe Dupuy, Prima le donne e i bambini, Feltrinelli, 1980, 208 p. (ISBN 978-8807814976)

- (it) Elena Gianini Belotti, Non di sola madre, Biblioteca Universale Rizzoli, 1983, 240 p. (ISBN 978-8817135818)
- (it) Elena Gianini Belotti, Il fiore dell'ibisco, Biblioteca Universale Rizzoli, 1985, 216 p. (ISBN 978-8817530996)
- (it) Elena Gianini Belotti, Amore e pregiudizio : Il tabù dell'età nei rapporti sentimentali, Arnoldo Mondadori Editore, 1988, 308 p. (ISBN 978-8804298465)
- (it) Elena Gianini Belotti, Adagio un poco mosso, Feltrinelli, 1993, 160 p. (ISBN 9788807813337)
- (it) Elena Gianini Belotti, Pimpì oselì, Feltrinelli, 1995, 224 p. (ISBN 978-8807813832)
- (it) Elena Gianini Belotti, Apri le porte all'alba, Feltrinelli, 1999, 252 p. (ISBN 978-8807015489)
- (it) Elena Gianini Belotti, Voli, Feltrinelli, 2001, 235 p. (ISBN 978-8807015847)
- (it) Elena Gianini Belotti, Prima della quiete : Storia di Italia Donati, Biblioteca Universale Rizzoli, 2005, 243 p. (ISBN 978-8817006392)

- (it) Elena Gianini Belotti, Pane amaro : Un immigrato italiano in America, Biblioteca Universale Rizzoli, 2006, 396 p. (ISBN 978-8817009836)
- (it) Elena Gianini Belotti, Cortocircuito, Biblioteca Universale Rizzoli, 2008, 162 p. (ISBN 978-8817027236)
- (ti) Elena Gianini Belotti, L'ultimo Natale, Gransasso Nottetempo, 2012, 67 p. (ISBN 978-8874523627)
- (it) Elena Gianini Belotti, Onda lunga, Gransasso Nottetempo, 2013, 166 p. (ISBN 978-887452-4495)